# Canton de Gueugnon
Le canton de Gueugnon est une circonscription électorale française située dans le département de Saône-et-Loire et la région Bourgogne-Franche-Comté.

## Géographie
Ce canton est organisé autour de Gueugnon dans les arrondissements d'Autun et de Charolles. 

## Histoire
- De 1833 à 1842, les cantons de Bourbon-Lancy et de Gueugnon avaient le même conseiller général. Le nombre de conseillers généraux était limité à 30 par département[5].

- Par décret du 18 février 2014, le nombre de cantons du département est divisé par deux, avec mise en application aux élections départementales de mars 2015. Le canton de Gueugnon est conservé et s'agrandit. Il passe de 9 à 20 communes[4].

## Représentation

### Conseillers d'arrondissement (de 1833 à 1940)
| Période                                  | Période      | Identité                                                 | Étiquette    | Qualité |
| ---------------------------------------- | ------------ | -------------------------------------------------------- | ------------ | --- |
| 1833                                     | 1833         | M. Dechargère                                            |              | Propriétaire à Gueugnon                                                                                     |
| 1833                                     | 1838 (décès) | Guillaume Trullard (1765-1838)                           |              | Maître de forges à Gueugnon                                                                                 |
| 1839                                     | 1842         | Hubert Douheret                                          |              | Juge de paix                                                                                                |
| 1842                                     | 1852         | François Villedey de Croze (1813-1897)                   | Conservateur | Ancien magistrat, propriétaire du château de Faule, maire de Rigny-sur-Arroux                               |
| 1852                                     | 1870         | Jean Pierre Malherbe                                     |              | Adjoint au maire de Rigny-sur-Arroux                                                                        |
| 1870                                     | 1886         | François Villedey de Croze                               | Conservateur | Ancien magistrat, propriétaire du château de Faule, maire de Rigny-sur-Arroux                               |
| 1886                                     | 1913 (décès) | Charles Villedey de Faule (1847-1913, fils du précédent) | Conservateur | Propriétaire du château de Faule, maire de Rigny-sur-Arroux                                                 |
| 1913                                     | 1919         | siège vacant                                             |              | |
| 1919                                     | 1923 (décès) | Jean Lacroute                                            |              | Entrepreneur de construction, premier adjoint au maire de Gueugnon                                          |
| 1923                                     | 1931         | Jean Guinot                                              | SFIO         | Commerçant, conseiller municipal de Gueugnon                                                                |
| 1931                                     | 1940         | Pierre Boudot                                            | SFIO         | Juge de paix suppléant à Gueugnon                                                                           |
| 1940                                     |              |                                                          |              | Les conseils d'arrondissement ont été suspendus par la loi du 12 octobre 1940 et n'ont jamais été réactivés |
| Les données manquantes sont à compléter. |              |                                                          |              | |

### Conseillers généraux de 1833 à 2015
| Période | Période      | Identité                              | Étiquette    | Qualité |
| ------- | ------------ | ------------------------------------- | ------------ | --- |
| 1833    | 1842         | Jean-Louis Pinot                      |              | Notaire, maire de Bourbon-Lancy |
| 1842    | 1848         | Hubert Douheret (1787-1871)           |              | Juge de paix à Gueugnon, conseiller d'arrondissement |
| 1848    | 1874         | Pierre-Joseph Campionnet              |              | Maître des forges de Martigny-le-Comte Maire de Gueugnon (1852-1878)                                                                                                   |
| 1874    | 1910         | Louis-François Campionnet             | Conservateur | Maître des Forges Maire de Gueugnon (1878-1913) |
| 1910    | 1919         | Pierre Campionnet (fils du précédent) | Conservateur | Propriétaire Maire de Gueugnon (1913-1919) |
| 1919    | 1938 (décès) | Jean Laville                          | SFIO         | Charpentier Maire de Gueugnon (1919-1938) Député de Saône-et-Loire (1932-1938)                                                                                         |
| 1938    | 1940         | Paul Faure                            | SFIO         | Journaliste Député de Saône-et-Loire (1924-1932 et 1938-1940) Secrétaire général de la SFIO (1920-1940) Candidat à l'élection présidentielle française de 1932 (battu) |
| 1940    | 1945         | Gouvernement de Vichy                 |              | |
| 1945    | 1970         | Marc Humbert                          | SFIO         | Médecin Maire de Gueugnon d'avril à octobre 1947 |
| 1970    | 1982         | Albert Nageotte                       | RI puis UDF  | Vétérinaire Maire de Gueugnon (1970-1983) |
| 1982    | 2001         | Roland Cottin                         | PS           | Directeur du CFA de Gueugnon Maire de Gueugnon (1983-2001) |
| 2001    | 2008         | Alain Bailly                          | DVG          | Chef d'entreprise Maire de Gueugnon (2001-2008) |
| 2008    | 2015         | Dominique Lotte                       | PS           | Directeur du CFA de Gueugnon Maire de Gueugnon depuis 2008 Président de la Communauté de communes du Pays de Gueugnon                                                  |

### Conseillers départementaux à partir de 2015
| Période élective | Période élective | Mandat | Mandat   | Identité        | Nuance | Nuance | Qualité                                                          |
| ---------------- | ---------------- | ------ | -------- | --------------- | ------ | ------ | ---------------------------------------------------------------- |
| 2015             | 2021             | 2015   | 2021     | Chantal Gien    |        | DVG    | Professeur au CFA de Gueugnon                                    |
| 2015             | 2021             | 2015   | 2021     | Dominique Lotte |        | DVG    | Directeur du CFA de Gueugnon Maire de Gueugnon                   |
| 2021             | 2028             | 2021   | en cours | Chantal Gien    |        | DVC    | Conseillère sortante                                             |
| 2021             | 2028             | 2021   | en cours | Dominique Lotte |        | DVC    | Conseiller sortant, 9ème Vice-Président du conseil départemental |

### Résultats détaillés

#### Élections de mars 2015
À l'issue du 1er tour des élections départementales de 2015, deux binômes sont en ballottage : Chantal Gien et Dominique Lotte (Union de la Gauche, 40,51 %) et Pascale Brionne et Jean-Pierre Raulo (DVD, 24,86 %). Le taux de participation est de 54,26 % (6 438 votants sur 11 865 inscrits) contre 50,75 % au niveau départemental et 50,17 % au niveau national.
Au second tour, Chantal Gien et Dominique Lotte (Union de la Gauche) sont élus avec 54,87 % des suffrages exprimés et un taux de participation de 53,08 % (3 139 voix pour 6 298 votants et 11 865 inscrits).
Dominique Lotte a quitté le PS.

#### Élections de juin 2021
Le premier tour des élections départementales de 2021 est marqué par un très faible taux de participation (33,26 % au niveau national). Dans le canton de Gueugnon, ce taux de participation est de 34,97 % (3 916 votants sur 11 198 inscrits) contre 32,7 % au niveau départemental. À l'issue de ce premier tour, deux binômes sont en ballottage : Chantal Gien et Dominique Lotte (DVG, 57,78 %) et Alain Bailly et Liliane Rehby (Divers, 23,55 %).
Le second tour des élections est marqué une nouvelle fois par une abstention massive équivalente au premier tour. Les taux de participation sont de 34,36 % au niveau national, 33,9 % dans le département et 35,23 % dans le canton de Gueugnon. Chantal Gien et Dominique Lotte (DVG) sont élus avec 70,52 % des suffrages exprimés (2 493 voix pour 3 944 votants et 11 195 inscrits),,.

## Composition

### Composition avant 2015
Le canton de Gueugnon regroupait 9 communes.
| Nom                   | Code Insee | Codepostal | Superficie (km2) | Population (dernière pop. légale) | Densité (hab./km2) |
| --------------------- | ---------- | ---------- | ---------------- | --------------------------------- | ------------------ |
| Gueugnon (chef-lieu)  | 71230      | 71130      | 28,51            | 7 367 (2012)                      | 258                |
| La Chapelle-au-Mans   | 71088      | 71130      | 27,50            | 237 (2012)                        | 8,6                |
| Chassy                | 71111      | 71130      | 13,43            | 333 (2012)                        | 25                 |
| Clessy                | 71136      | 71130      | 16,99            | 261 (2012)                        | 15                 |
| Curdin                | 71161      | 71130      | 8,00             | 323 (2012)                        | 40                 |
| Neuvy-Grandchamp      | 71330      | 71130      | 49,64            | 769 (2012)                        | 15                 |
| Rigny-sur-Arroux      | 71370      | 71160      | 48,17            | 691 (2012)                        | 14                 |
| Uxeau                 | 71552      | 71130      | 32,75            | 537 (2012)                        | 16                 |
| Vendenesse-sur-Arroux | 71565      | 71130      | 16,09            | 586 (2012)                        | 36                 |

### Composition depuis 2015
Le canton de Gueugnon regroupe désormais 20 communes entières.
| Nom                              | Code Insee | Intercommunalité                | Superficie (km2) | Population (dernière pop. légale) | Densité (hab./km2) | Modifier                                    |
| -------------------------------- | ---------- | ------------------------------- | ---------------- | --------------------------------- | ------------------ | ------------------------------------------- |
| Gueugnon (bureau centralisateur) | 71230      | CC entre Arroux, Loire et Somme | 28,51            | 6 547 (2022)                      | 230                | modifier les données · modifier les données |
| La Chapelle-au-Mans              | 71088      | CC entre Arroux, Loire et Somme | 27,50            | 225 (2022)                        | 8,2                | modifier les données · modifier les données |
| Chassy                           | 71111      | CC entre Arroux, Loire et Somme | 13,43            | 296 (2022)                        | 22                 | modifier les données · modifier les données |
| Clessy                           | 71136      | CC entre Arroux, Loire et Somme | 16,99            | 276 (2022)                        | 16                 | modifier les données · modifier les données |
| Cressy-sur-Somme                 | 71152      | CC entre Arroux, Loire et Somme | 28,13            | 174 (2022)                        | 6,2                | modifier les données · modifier les données |
| Curdin                           | 71161      | CC entre Arroux, Loire et Somme | 8,00             | 337 (2022)                        | 42                 | modifier les données · modifier les données |
| Cuzy                             | 71166      | CC entre Arroux, Loire et Somme | 17,91            | 111 (2022)                        | 6,2                | modifier les données · modifier les données |
| Dompierre-sous-Sanvignes         | 71179      | CC entre Arroux, Loire et Somme | 13,58            | 77 (2022)                         | 5,7                | modifier les données · modifier les données |
| Grury                            | 71227      | CC entre Arroux, Loire et Somme | 46,02            | 494 (2022)                        | 11                 | modifier les données · modifier les données |
| Issy-l'Évêque                    | 71239      | CC entre Arroux, Loire et Somme | 71,13            | 689 (2022)                        | 9,7                | modifier les données · modifier les données |
| Marly-sous-Issy                  | 71280      | CC entre Arroux, Loire et Somme | 21,42            | 82 (2022)                         | 3,8                | modifier les données · modifier les données |
| Marly-sur-Arroux                 | 71281      | CC entre Arroux, Loire et Somme | 25,60            | 297 (2022)                        | 12                 | modifier les données · modifier les données |
| Montmort                         | 71317      | CC entre Arroux, Loire et Somme | 31,73            | 186 (2022)                        | 5,9                | modifier les données · modifier les données |
| Neuvy-Grandchamp                 | 71330      | CC entre Arroux, Loire et Somme | 49,64            | 752 (2022)                        | 15                 | modifier les données · modifier les données |
| Rigny-sur-Arroux                 | 71370      | CC entre Arroux, Loire et Somme | 48,17            | 616 (2022)                        | 13                 | modifier les données · modifier les données |
| Saint-Romain-sous-Versigny       | 71478      | CC entre Arroux, Loire et Somme | 17,73            | 78 (2022)                         | 4,4                | modifier les données · modifier les données |
| Sainte-Radegonde                 | 71474      | CC entre Arroux, Loire et Somme | 22,95            | 149 (2022)                        | 6,5                | modifier les données · modifier les données |
| Toulon-sur-Arroux                | 71542      | CC entre Arroux, Loire et Somme | 43,73            | 1 447 (2022)                      | 33                 | modifier les données · modifier les données |
| Uxeau                            | 71552      | CC entre Arroux, Loire et Somme | 32,75            | 497 (2022)                        | 15                 | modifier les données · modifier les données |
| Vendenesse-sur-Arroux            | 71565      | CC entre Arroux, Loire et Somme | 16,09            | 557 (2022)                        | 35                 | modifier les données · modifier les données |
| Canton de Gueugnon               | 7118       |                                 | 581,01           | 13 887 (2022)                     | 24                 | modifier les données                        |

## Démographie

### Démographie avant 2015
| 1962   | 1968   | 1975   | 1982   | 1990   | 1999   | 2006   | 2011   | 2012   |
| ------ | ------ | ------ | ------ | ------ | ------ | ------ | ------ | ------ |
| 12 562 | 13 538 | 14 695 | 14 545 | 13 880 | 12 399 | 11 689 | 11 139 | 11 104 |

### Démographie depuis 2015
En 2022, le canton comptait 13 887 habitants, en évolution de −6,11 % par rapport à 2016 (Saône-et-Loire : −1,06 %, France hors Mayotte : +2,11 %).
| 2013   | 2018   | 2022   |
| ------ | ------ | ------ |
| 15 311 | 14 522 | 13 887 |